# Letališče Leskovac
Letališče Leskovac (srbska cirilica Аеродром Лесковац, latinica Aerodrom Leskovac) je letališče v Srbiji, ki primarno oskrbuje Leskovac.